# Aeroportul Amderma
Aeroportul Amderma (IATA: AMV, ICAO: ULDD) este un aeroport din Districtul autonom Neneția, Regiunea Arhanghelsk, Rusia ce deservește zona Amderma⁠(d). Aeroportul a fost tranzitat în 2017 de 1.476 de pasageri. A fost deschis în 1935 și numit după zona deservită.
Situat la o altitudine de 4 m, aeroportul dispune de 1 pistă.

## Infrastructură

### Piste
Aeroportul dispune de o singură pistă. Pista 08/26 are suprafața de beton și dimensiunile 2.600 m × 50 m. 